# Lilla Vänstern
Lilla Vänstern är en sjö i Motala kommun i Östergötland och ingår i Motala ströms huvudavrinningsområde. Sjön har en area på 0,244 kvadratkilometer och ligger 122 meter över havet.
I närheten av Lilla Vänstern, som är en skogssjö söder om Stora Vänstern i Kristbergs socken, finns flera getryggsåsar med branta sidor och smala krön. Moränryggen i skogen söder om sjön ingår i den mellansvenska israndzonen och är klassad som riksintresse.
Lilla Vänstern avvattnas söderut till Boren. Nivåskillnaden mellan de båda sjöarna är ca 50 m.

## Delavrinningsområde
Lilla Vänstern ingår i delavrinningsområde (649579-146320) som SMHI kallar för Rinner till Utloppet av Boren. Medelhöjden är 106 meter över havet och ytan är 41,47 kvadratkilometer. Det finns inga avrinningsområden uppströms utan avrinningsområdet är högsta punkten. Avrinningsområdets utflöde Motala Ström mynnar i havet. Avrinningsområdet består mestadels av skog (25 procent) och jordbruk (44 procent). Avrinningsområdet har 28,03 kvadratkilometer vattenytor vilket ger det en sjöprocent på 18,2 procent. Bebyggelsen i området täcker en yta av 2,16 kvadratkilometer eller 1 procent av avrinningsområdet.